# 원사 시대
원사 시대(原史 時代, protohistory)는 특정 문명이나 문화가 고유의 문자를 갖지 않았으나 다른 문화에서 그 존재를 인식하는 동안의 시기를 말하며 이는 선사 시대와 역사 시대의 중간 시기를 일컫는다. 가령, 유럽에서 켈트 족과 게르만 족은 고대 그리스와 로마의 문헌에 등장하기 시작했을 때 원사 시대의 종족으로 여겨졌다. 원사 시대는 또한 특정 사회 속에서 언어사용이 시작되는 시기에서 역사가에 의해 처음 기록으로 남겨지는 시기 사이를 일컫기도 한다. 구전의 전통이 기존에 원사 시대로 알려진 시기보다 이른 시기와 관련된 제2차적 사료를 제공한다면 원사 시대를 언제로 설정해야 하는지 논란이 생기기도 한다. 언어를 사용하는 집단과 그렇지 않은 집단을 포함하는 식민지 지역 또한 원사시대의 경우로서 연구된다. 원사 시대라는 용어는 또한 부분적 혹은 외적인 역사기록이 발견되는 시기를 일컫기도 한다. 가령, 한국의 삼한 시대, 미국의 미시시피 문화, 일본의 미생시대가 그러하다. 협의로서의 원사 시대는 선사시대로 여겨지기도 하며, 기술의 발달 상태에 따라 선사시대의 경우처럼 청동기 시대와 철기 시대로 나뉜다.

## 예시
- 삼한 시대
- 알란족
- 불가르족
- 켈트족
- 갈리아
- 게르만족
- 훈족
- 마자르족
- 누미디아
- 파르티아
- 사르마티아
- 스키타이
- 슬라브족
- 트라키아인
- 야마타이국
- 원삼국 시대

## 같이 보기
- 고대
- 선사 시대